# Відновлювана енергетика Угорщини
Угорщина, як країна-член Європейського Союзу, бере участь в стратегії по нарощуванню своєї частки відновлюваної енергетики . У 2009 році була прийнята Директива ЄС про відновлювану енергетику, яка включала досягнення частки в 20% до 2020 року в Євросоюзі  . До 2030 року вітряні електростанції повинні виробляти від 26 до 35% всієї електроенергії в ЄС і заощадити 56 млрд. Євро  . До 2020 року очікується, що Угорщина досягне позначки в 14,7% електроенергії, що виробляється альтернативними джерелами (що вище первісної мети в 13%). В даний час Угорщина є країною з найменшою часткою джерел відновлюваної енергетики в ЄС (11%, в тому числі 6% з використанням біомаси в якості джерела і 3% з використанням енергії вітру). У 2015 році частка відновлюваної енергетики складала 10,5% - 52% джерел відновлюваної енергії становила біомаса, 22% - вітер, 7% - вода, 3% - сонячна енергія  . 

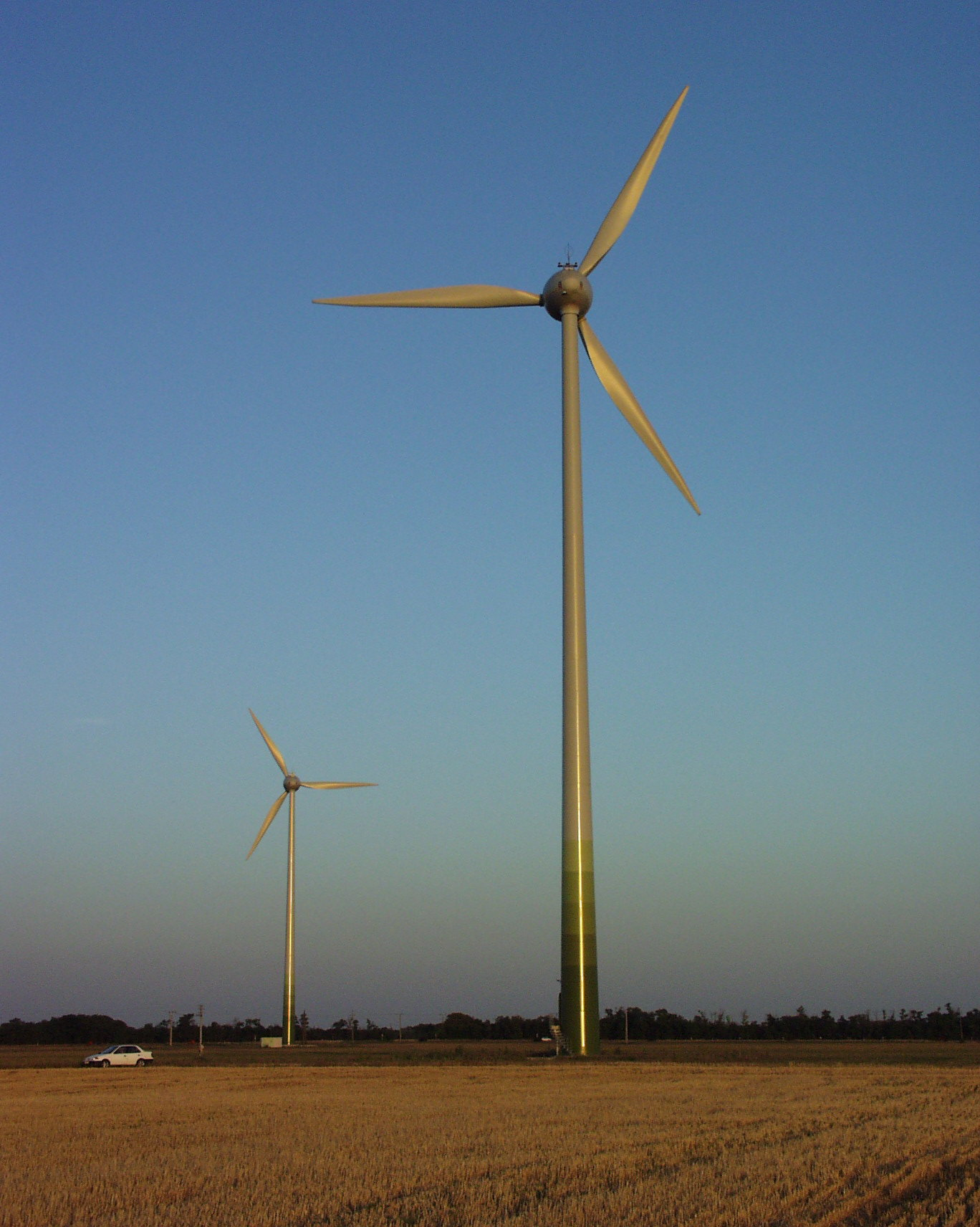
Повітрова електростанція близько Мошонсолнока

## Повітряні електростанції
За прогнозами, з 2010 по 2020 року, потужність, що виробляється вітроелектростанціями в Угорщині, повинна була вирости на 400 МВт. У 2009 році EWEA передбачали досягнення до 2020 року Угорщиною потужності в 1,2 ГВт  . У 2010 році потужність становила всього 295 МВт  і ніяких подальших тендерів не пропонувалося. У 2016 році Уряд Угорщини заборонило установку нових вітроенергогенераторів  . Поточна потужність вітроелектростанцій в країні становить 329 МВт разом. 
| Потужності вітроенергетики в Угорщині і ЄС | Потужності вітроенергетики в Угорщині і ЄС | Потужності вітроенергетики в Угорщині і ЄС | Потужності вітроенергетики в Угорщині і ЄС | Потужності вітроенергетики в Угорщині і ЄС | Потужності вітроенергетики в Угорщині і ЄС | Потужності вітроенергетики в Угорщині і ЄС | Потужності вітроенергетики в Угорщині і ЄС | Потужності вітроенергетики в Угорщині і ЄС | Потужності вітроенергетики в Угорщині і ЄС | Потужності вітроенергетики в Угорщині і ЄС | Потужності вітроенергетики в Угорщині і ЄС | Потужності вітроенергетики в Угорщині і ЄС | Потужності вітроенергетики в Угорщині і ЄС | Потужності вітроенергетики в Угорщині і ЄС | Потужності вітроенергетики в Угорщині і ЄС | Потужності вітроенергетики в Угорщині і ЄС |
| №                                          | Країна                                     | 2012                                       | 2011                                       | 2010                                       | 2009                                       | 2008                                       | 2007                                       | 2006                                       | 2005                                       | 2004                                       | 2003                                       | 2002                                       | 2001                                       | 2000                                       | 1999                                       | 1998                                       |
| ------------------------------------------ | ------------------------------------------ | ------------------------------------------ | ------------------------------------------ | ------------------------------------------ | ------------------------------------------ | ------------------------------------------ | ------------------------------------------ | ------------------------------------------ | ------------------------------------------ | ------------------------------------------ | ------------------------------------------ | ------------------------------------------ | ------------------------------------------ | ------------------------------------------ | ------------------------------------------ | ------------------------------------------ |
| -                                          | ЄС (27 країн)                              | 105,696                                    | 93,957                                     | 84,074                                     | 74,767                                     | 64,712                                     | 56,517                                     | 48,069                                     | 40,511                                     | 34,383                                     | 28,599                                     | 23,159                                     | 17,315                                     | 12,887                                     | 9,678                                      | 6,453                                      |
| 17                                         | Угорщина                                   | 329                                        | 329                                        | 295                                        | 201                                        | 127                                        | 65                                         | 61                                         | 17                                         | 3                                          | 3                                          | 3                                          | 0                                          | 0                                          | 0                                          | 0                                          |

## Сонячні електростанції
Розвиток сонячної енергетики в країні йде більш швидкими кроками, але при меншій основі. До 2015 року були встановлені сонячні батареї потужністю 110 МВт, в 2016 році планувалося подвоїти потужності країни в цьому плані  . 

## Гідроелектростанції

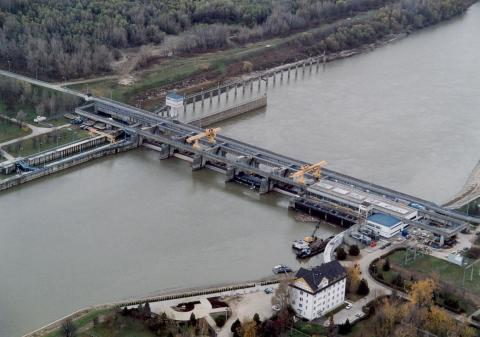
ГЕС Кішкере

Угорщина розташовується в Карпатському басейні, тому водні джерела енергії у неї вельми обмежені. Після того, як провалився проект дамби Габчіково — Надьмарош, будівництво ГЕС в країні втратило актуальність і підтримку в суспільстві. Уряд Угорщини заборонило Хорватії обговорювати будівництво дамб на ділянках Драви  . У країні є дві найбільші ГЕС - дамби Тисалйок і Кішкере з потужностями 12,5 і 28 МВт відповідно. Колишні водяні млини, перетворені в гідроелектростанції, також виробляють енергію. 

## Геотермальні джерела
Геотермальна енергетика використовується в Угорщині для опалювання будинків і промислових районів. У Туре була побудована перша геотермальна електростанція потужністю 2,6 МВт, введена в 2017 році в експлуатацію  . 